# Bokkinghangen
Bokkinghangen is een relatief korte straat in Amsterdam-Centrum.
Ze is gelegen tussen de Zoutkeetsgracht en het Barentszplein. Ze is daarbij deels de westelijke kade van het Westerdok. Zuidwaarts komt men via de Petemayenbrug op Zandhoek, eveneens een kade van het Westerdok. Beide kades vormden ooit de oevers van het IJ tot rond 1830 toen het Westerdokseiland werd aangelegd. De straat is als Bocken Hangen als nummer 2 aangegeven op de plattegrond van Gerrit de Broen uit 1737; het maakt dan deel uit van Bolwerk Blauwe Hoofd (’t Blaauw hooft).
Alle gebouwen aan de straat zijn uit de 20e eeuw. De straat kent als even huisnummer alleen eigenlijk nummer 2, nummer 4 is al bestemd voor een kort vrachtschip, omgebouwd tot woonschip gelegen aan de kade (gegevens januari 2018). Aan de oneven zijde kent het huisnummers 1-19 en 21-39; het zijn uitsluitend woonappartementen, naar een ontwerp van het bureau van Jelle Abma, gebouwd rond 1976. In de gevel zijn twee gevelstenen te zien met respectievelijk de haring (bij nr. 1) en de zeebrasem (bij nr. 39). Het maakt deel uit van het complex Zoutkeetsgracht 2-110.
Voor dat alles gesloopt werd, was op huisnummer 5 al een gevelsteen te zien, niet van vissen, maar van een kat (Huis de Kat). Huisnummer 9 had als aanduiding Huis de Zalm, met een afbeelding van een zalm op het pothuis.  
De straat is vernoemd naar het bokkingroken dat hier vanaf 1652 plaatsvond. In een bokkinghang werd gezouten haring (bokking) gerookt en gedroogd om ze langer te kunnen bewaren. Fotograaf Jacob Olie woonde vlakbij op de Zandhoek en fotografeerde de kade in de negentiende eeuw daarom relatief vaak. 

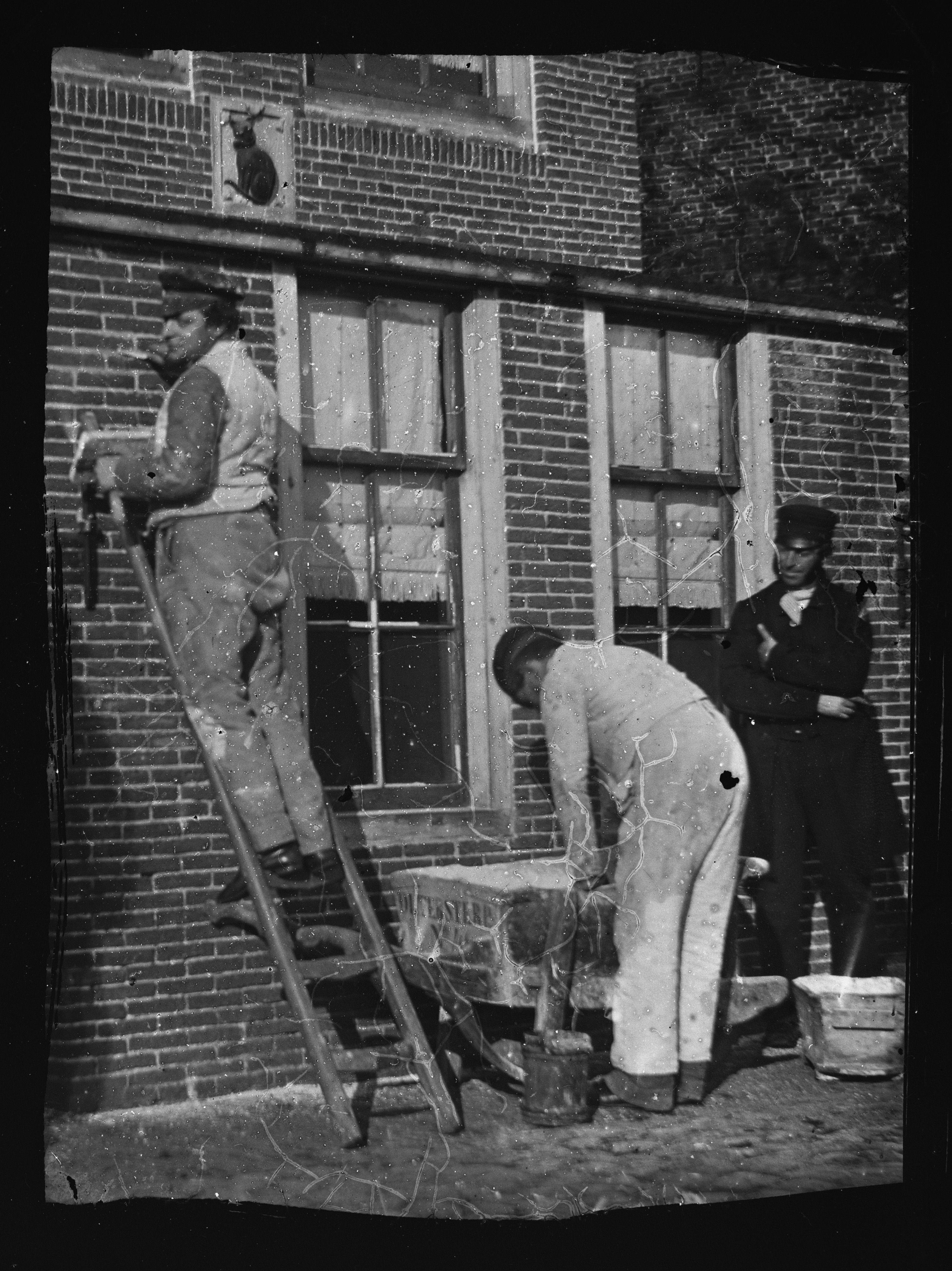
Huis de Kat (1862)
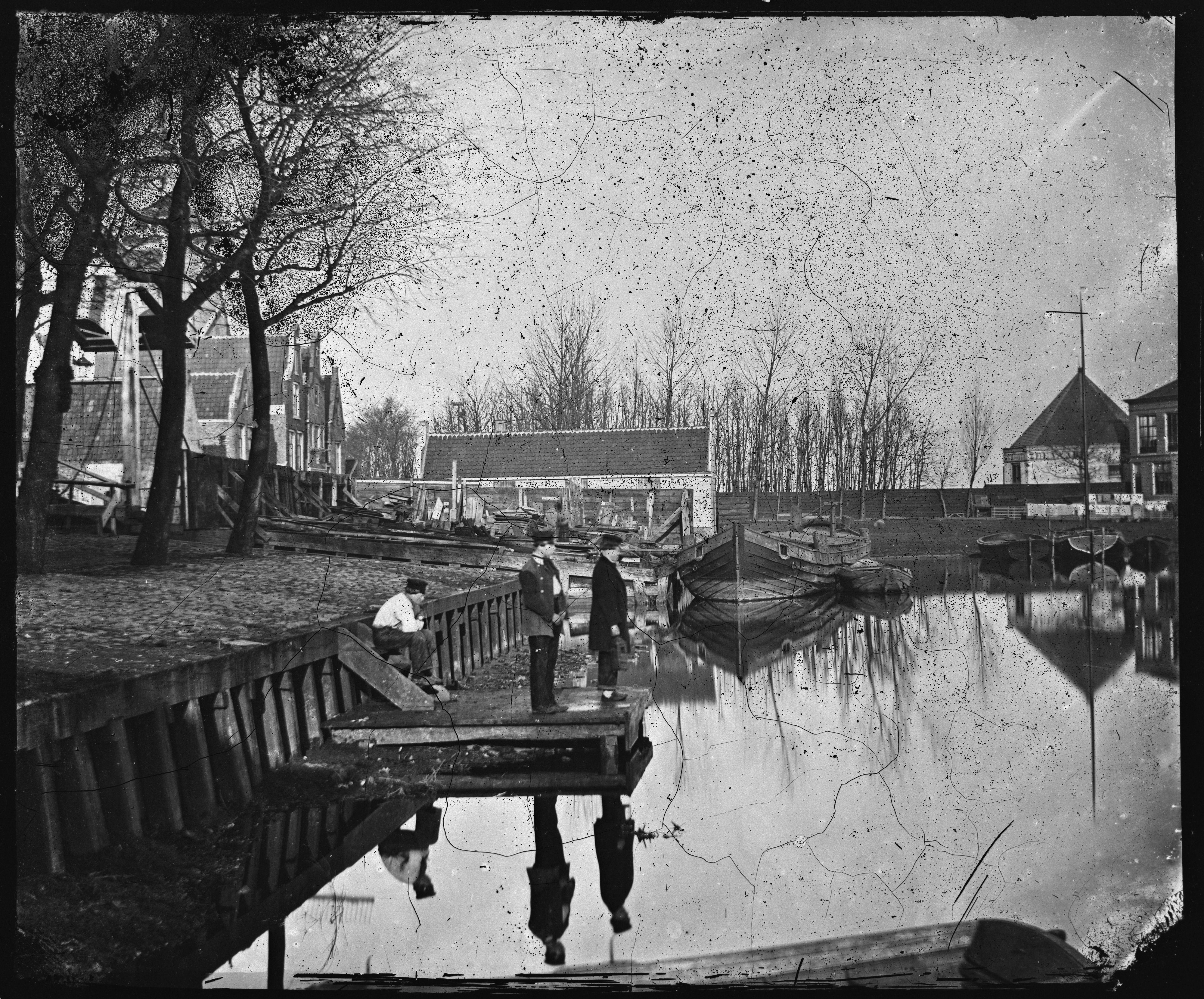
van links naar rechts Zandhoek, brug 317 en Bokkinghangen (1862) door Jacob Olie
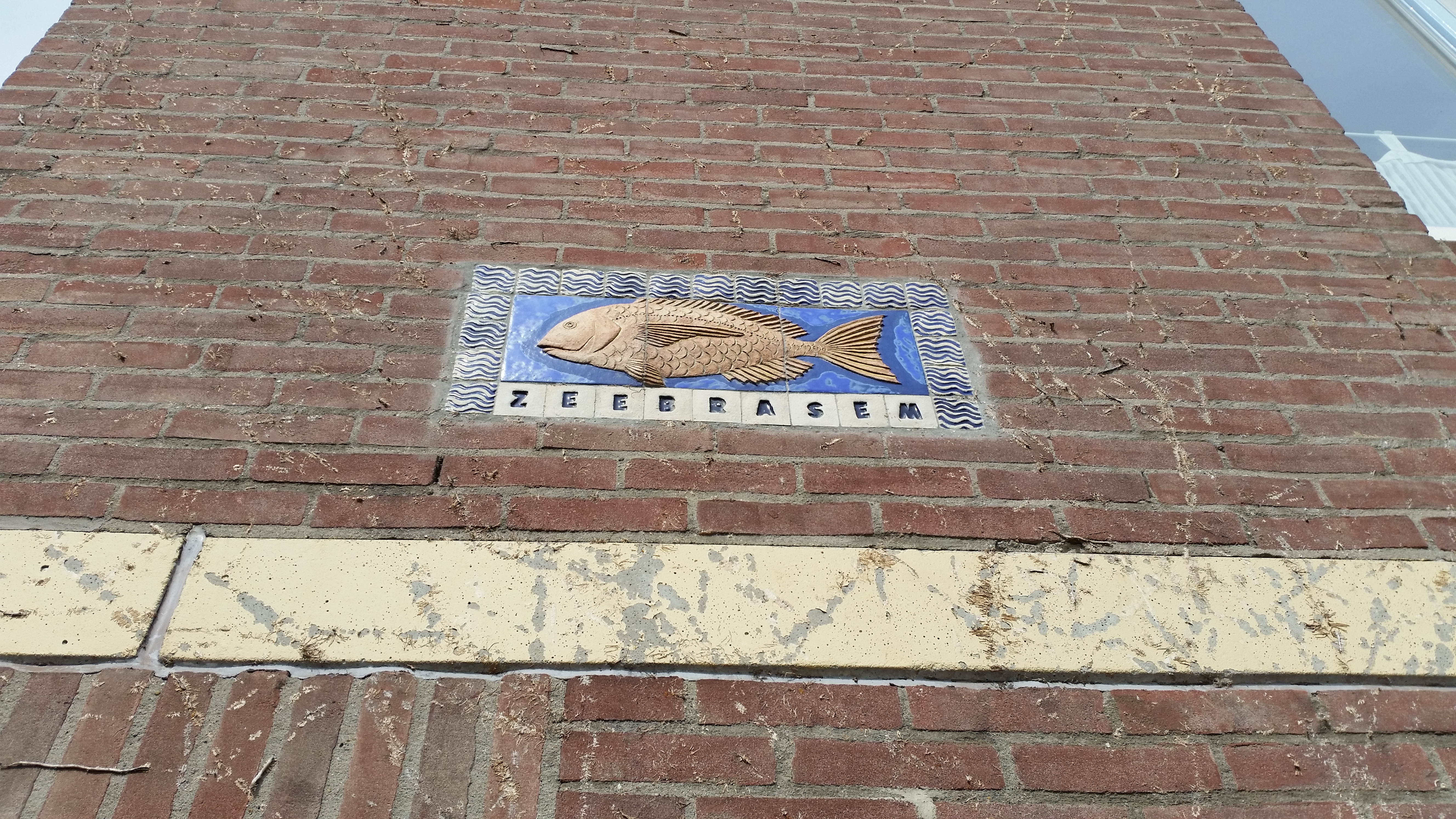
Gevelsteen zeebrasem (mei 2020)